# Godefroy Loyer
Godefroy Loyer (1660 - 1715) fue un sacerdote y misionero francés que viajó a África Occidental a principios del siglo XVIII. Pasó dos años en la localidad marfileña de Assinie, desde junio de 1701 hasta marzo de 1703, siendo el primer prefecto apostólico de la región. Durante su estancia en África, Loyer estudió el significado del fetichismo africano, demostrando su carácter ateísta.
A su regreso a Francia publicó con la casa editorial A. Seneuze et Jean-Raoul Morel su diario bajo el título de «Relación del viaje del reino de Issyny, Costa de Oro, país de Guinea, en África. La descripción del país, las inclinaciones, las costumbres y la religión de los habitantes: con lo más remarcable que pasó en el establecimiento que los franceses hicieron allí» (en francés: Relation du voyage du royaume d'Issyny, Côte d'Or, païs de Guinée, en Afrique. La description du païs, les inclinations, les mœurs & la religion des habitans : avec ce qui s'y est passé de plus remarquable dans l'établissement que les Français y ont fait). La obra fue publicada un año antes de su muerte, en 1714.